# Nexus 5
O Nexus 5 (codinome Hammerhead) é um smartphone co-desenvolvido pela Google e LG Electronics que executa o sistema operacional Android. É o sucessor do Nexus 4, sendo o quinto dispositivo da série de smartphones Google Nexus, uma família de dispositivos para consumidores comercializados pelo Google e construídos por um parceiro do fabricante original do equipamento. O Nexus 5 foi apresentado em 31 de outubro de 2013 e foi lançado nas cores preto e branco, e no mesmo dia estava disponível para a compra no Google Play em determinados países.
As especificações do Nexus 5 são parecidas com as dos LG G2, com um processador Snapdragon 800, tela de 4,95 polegadas e resolução de 1080p. Além disto, o Nexus 5 foi o primeiro dispositivo a apresentar a versão 4.4 do Android.